# 特登額
特登額（穆麟德轉寫：tedengge，1778年—1854年），字芳山，瓜爾佳氏，滿洲镶红旗人，清朝政治人物、清朝工部尚書。  
曾任禮部尚書。乾隆甲寅恩科舉人, 嘉慶乙丑科進士。道光二十五年八月甲寅，接替宗室敬徵，擔任清朝工部尚書，后改兵部尚書。由阿靈阿接任。死後諡恭慎。